# اچ‌ام‌ای‌اس پرث (اف‌اف‌اچ ۱۵۷)
اچ‌ام‌ای‌اس پرث (اف‌اف‌اچ ۱۵۷) (به انگلیسی: HMAS Perth (FFH 157)) یک کشتی است که طول آن ۱۱۸ متر (۳۸۷ فوت) می‌باشد. این کشتی در سال ۲۰۰۴ ساخته شد.